# Rodolfo el reno
Rudolph (en inglés) o Rodolfo (en español), es el nombre de uno de los nueve renos navideños que, según la mitología navideña, tiran del trineo mágico con el cual Papá Noel viaja por el mundo repartiendo los regalos de Navidad en la noche del 24 de diciembre. De los nueve renos, él es el último en unirse al trineo de Papá Noel, pero también es el más popular por su particular nariz roja.

## Historia navideña
La historia cuenta sobre un joven reno que siempre fue mal visto y discriminado por su manada, la cual se burlaba de su extraña y graciosa nariz roja, que emitía una luz roja propia. Esto fue así, hasta un día de Navidad en el que se había desatado una gran tormenta de nieve, que imposibilitaba el paso al  trineo de San Nicolás, con sus tradicionales ocho renos, pudiera comenzar el viaje para repartir los regalos. Así fue como Papá Noel conoció a Rodolfo, y lo puso al frente de los demás renos, para que con la potente luz de su nariz, los pudiera guiar en el difícil viaje. Desde ese momento, todas las Navidades, Rodolfo trabaja junto a Papá Noel, y es respetado y admirado por el resto de su manada. Rodolfo es el héroe que ayuda a Papá Noel en las Navidades.

## Origen y popularidad
Mientras que los ocho renos originales aparecen por primera vez en 1823 en el poema A Visit From St. Nicholas, la historia de Rodolfo es añadida muy posteriormente a raíz de la publicación del relato de Robert L. May, Christmas story, en 1939.

Desde sus comienzos, el personaje de Rodolfo fue muy popular y se convirtió en uno de los preferidos de los niños. Además, con los años, aparecieron diferentes producciones gráficas y televisivas sobre esta simpática criatura.
También existe un villancico navideño muy popular que cuenta su vida, llamado Rodolfo el reno de la nariz roja, cantado en diversos idiomas y por distintos intérpretes.